# Nuoto ai Campionati africani di nuoto 2016
Le gare di nuoto ai Campionati africani di nuoto 2016 si disputarono dal 16 al 23 ottobre 2016 presso lo Stadium Swimming Pool di Bloemfontein, in Sudafrica.

## Podi

### Uomini
| Evento                          | Oro                                                                | Perform. | Argento                                                          | Perform. | Bronzo                                                                            | Perform. |
| Stile libero                    |                                                                    |          |                                                                  |          |                                                                                   |          |
| 50 m (dettagli)                 | Oussama Sahnoune                                                   | 22"39    | Douglas Erasmus                                                  | 22"55    | Mohamed Samy                                                                      | 23"08    |
| 100 m (dettagli)                | Oussama Sahnoune                                                   | 49"60    | Calvyn Justus                                                    | 50"21    | Mohamed Samy                                                                      | 50"29    |
| 200 m (dettagli)                | Myles Brown                                                        | 1'50"93  | Marwan Elamrawy                                                  | 1'51"60  | Calvyn Justus                                                                     | 1'51"92  |
| 400 m (dettagli)                | Myles Brown                                                        | 3'54"80  | Marwan Elamrawy                                                  | 3'56"45  | Lounis Khendriche                                                                 | 4'02"15  |
| 800 m (dettagli)                | Marwan Elamrawy                                                    | 8'13"07  | Brent Szurdoki                                                   | 8'14"75  | Josh Dannbauser                                                                   | 8'18"57  |
| 1500 m (dettagli)               | Brent Szurdoki                                                     | 15'37"65 | Marwan Elamrawy                                                  | 15'48"33 | Josh Dannbauser                                                                   | 16'00"17 |
| Dorso                           |                                                                    |          |                                                                  |          |                                                                                   |          |
| 50 m (dettagli)                 | Mohamed Samy                                                       | 26"62    | Jacques van Wyk                                                  | 27"12    | Driss Lahrichi                                                                    | 27"59    |
| 100 m (dettagli)                | Jacques van Wyk                                                    | 56"50    | Mohamed Samy                                                     | 57"31    | Neil de Villiers                                                                  | 57"43    |
| 200 m (dettagli)                | Martin Binedell                                                    | 2'03"43  | Neil Fair                                                        | 2'04"33  | Ahmed Hamdy                                                                       | 2'07"45  |
| Rana                            |                                                                    |          |                                                                  |          |                                                                                   |          |
| 50 m (dettagli)                 | Cameron van der Burgh                                              | 28"05    | Michael Houlie                                                   | 28"63    | Ahmed Shamlool                                                                    | 28"92    |
| 100 m (dettagli)                | Alaric Basson                                                      | 1'03"12  | Michael Houlie                                                   | 1'03"46  | Hassan Yasser                                                                     | 1'03"66  |
| 200 m (dettagli)                | Ayrton Sweeney                                                     | 2'16"96  | Alaric Basson                                                    | 2'20"82  | Hassan Yasser                                                                     | 2'21"17  |
| Farfalla                        |                                                                    |          |                                                                  |          |                                                                                   |          |
| 50 m (dettagli)                 | Douglas Erasmus                                                    | 24"33    | Hassan Yasser                                                    | 24"64    | Alard Basson                                                                      | 24"83    |
| 100 m (dettagli)                | Chad le Clos                                                       | 52"69    | Mohamed Samy                                                     | 54"91    | Alard Basson                                                                      | 55"05    |
| 200 m (dettagli)                | Eben Vorster                                                       | 2'01"03  | Ahmed Hamdy                                                      | 2'03"27  | Lounis Khendriche                                                                 | 2'03"48  |
| Misti                           |                                                                    |          |                                                                  |          |                                                                                   |          |
| 200 m (dettagli)                | Jarryd Baxter                                                      | 2'04"68  | Neil Fair                                                        | 2'05"37  | Mohamed Samy                                                                      | 2'08"22  |
| 400 m (dettagli)                | Ayrton Sweeney                                                     | 4'27"80  | Ahmed Hamdy                                                      | 4'30"22  | Neil Fair                                                                         | 4'31"41  |
| Staffette                       |                                                                    |          |                                                                  |          |                                                                                   |          |
| 4x100 m stile libero (dettagli) | Sudafrica Douglas Erasmus Calvyn Justus Eben Vorster Myles Brown   | 3'22"72  | Egitto Ihab Salem Salem Marwan Elamrawy Ahmed Hamdy Mohamed Samy | 3'25"52  | Senegal El Hadji Adama Diane Adama Thiaw Ndir Matar Samb Abdul Khadre Mbaya Niane | 3'59"50  |
| 4x200 m stile libero (dettagli) | Sudafrica Josh Dannbauser Brent Szurdoki Calvyn Justus Myles Brown | 7'36"80  | Egitto Ihab Salem Salem Mohamed Samy Marwan Elamrawy Ahmed Hamdy | 7'38"89  | Marocco Said Saber Driss Lahrichi Nouamane Battahi Adil Assouab                   | 8'10"37  |
| 4x100 m misti (dettagli)        | Sudafrica Jacques van Wyk Alaric Basson Alard Basson Calvyn Justus | 3'44"60  | Egitto Mohamed Samy Hassan Yasser Ahmed Hamdy Ihab Salem Salem   | 3'51"91  | Marocco Driss Lahrichi Ahmed Reda Ennaim Nouamane Battahi Adil Assouab            | 3'58"31  |

### Donne
| Evento                          | Oro                                                                                   | Perform. | Argento                                                                               | Perform. | Bronzo                                                                                | Perform.      |
| Stile libero                    |                                                                                       |          |                                                                                       |          |                                                                                       |               |
| 50 m (dettagli)                 | Amel Melih                                                                            | 26"72    | Rowan El Badry                                                                        | 27"02    | Alexus Laird                                                                          | 27"03         |
| 100 m (dettagli)                | Amel Melih                                                                            | 58"28    | Gabi Grobler                                                                          | 58"54    | Samantha Labuschagne                                                                  | 59"38         |
| 200 m (dettagli)                | Caitlin Kat                                                                           | 2'06"07  | Rebecca Meder                                                                         | 2'06"16  | Souad Nefissa Cherouati                                                               | 2'07"51       |
| 400 m (dettagli)                | Caitlin Kat                                                                           | 4'24"74  | Souad Nefissa Cherouati                                                               | 4'26"44  | Jessica Whelan                                                                        | 4'29"68       |
| 800 m (dettagli)                | Souad Nefissa Cherouati                                                               | 9'10"29  | Reem Mohamed Hussein                                                                  | 9'13"85  | Michelle Weber                                                                        | 9'15"89       |
| 1500 m (dettagli)               | Charlise Oberholzer                                                                   | 17'20"44 | Souad Nefissa Cherouati                                                               | 17'44"35 | Michelle Weber                                                                        | 17'55"43      |
| Dorso                           |                                                                                       |          |                                                                                       |          |                                                                                       |               |
| 50 m (dettagli)                 | Alexus Laird                                                                          | 30"68    | Amel Melih                                                                            | 31"08    | Ingy Abouzaid                                                                         | 31"72         |
| 100 m (dettagli)                | Mariella Venter                                                                       | 1'02"44  | Alexus Laird                                                                          | 1'05"53  | Ingy Abouzaid                                                                         | 1'06"50       |
| 200 m (dettagli)                | Mariella Venter                                                                       | 2'14"33  | Nathania van Niekerk                                                                  | 2'15"49  | Alexus Laird                                                                          | 2'22"67       |
| Rana                            |                                                                                       |          |                                                                                       |          |                                                                                       |               |
| 50 m (dettagli)                 | Kaylene Corbett                                                                       | 32"58    | Hanim Abrahams                                                                        | 33"08    | Mai Atef Abdelfattah                                                                  | 33"44         |
| 100 m (dettagli)                | Kaylene Corbett                                                                       | 1'11"81  | Hanim Abrahams                                                                        | 1'12"35  | Mai Atef Abdelfattah                                                                  | 1'12"49       |
| 200 m (dettagli)                | Kaylene Corbett                                                                       | 2'33"09  | Hanim Abrahams                                                                        | 2'36"57  | Rowida Mohamed                                                                        | 2'41"71       |
| Farfalla                        |                                                                                       |          |                                                                                       |          |                                                                                       |               |
| 50 m (dettagli)                 | Nathania van Niekerk                                                                  | 28"15    | Lesley Blignaut                                                                       | 29"23    | Mariam Sakr                                                                           | 29"42         |
| 100 m (dettagli)                | Nathania van Niekerk                                                                  | 1'02"61  | Mariam Sakr                                                                           | 1'03"11  | Rowida Mohamed                                                                        | 1'03"23       |
| 200 m (dettagli)                | Sarah Hadj Abderrahmane                                                               | 2'15"75  | Mariam Sakr                                                                           | 2'18"88  | Rowida Mohamed                                                                        | 2'20"00       |
| Misti                           |                                                                                       |          |                                                                                       |          |                                                                                       |               |
| 200 m (dettagli)                | Rebecca Meder                                                                         | 2'20"37  | Rania Hamida Nefsi                                                                    | 2'22"16  | Rowida Mohamed                                                                        | 2'22"38       |
| 400 m (dettagli)                | Rebecca Meder                                                                         | 4'58"51  | Rania Hamida Nefsi                                                                    | 5'02"58  | Rowida Mohamed                                                                        | 5'05"51       |
| Staffette                       |                                                                                       |          |                                                                                       |          |                                                                                       |               |
| 4x100 m stile libero (dettagli) | Algeria Sarah Hadj Abderrahmane Souad Nefissa Cherouati Rania Hamida Nefsi Amel Melih | 4'00"92  | Egitto Rowida Mohamed Rowan El Badry Mariam Sakr Mai Atef Abdelfattah                 | 4'06"62  | Non assegnata                                                                         | Non assegnata |
| 4x200 m stile libero (dettagli) | Sudafrica Nathania van Niekerk Caitlin Kat Jessica Whelan Rebecca Meder               | 8'39"00  | Algeria Sarah Hadj Abderrahmane Rania Hamida Nefsi Amel Melih Souad Nefissa Cherouati | 8'56"87  | Egitto Reem Mohamed Hussein Ingy Abouzaid Rowan El Badry Mariam Sakr                  | 9'06"63       |
| 4x100 m misti (dettagli)        | Sudafrica Mariella Venter Kaylene Corbett Nathania van Niekerk Gabi Grobler           | 4'18"92  | Egitto Ingy Abouzaid Mai Atef Abdelfatta Mariam Sakr Rowan El Badry                   | 4'21"71  | Algeria Amel Melih Rania Hamida Nefsi Sarah Hadj Abderrahmane Souad Nefissa Cherouati | 4'18"61       |

### Mista
| Evento                          | Oro                                                                   | Perform. | Argento                                                                  | Perform. | Bronzo                                                                        | Perform. |
| Staffette                       |                                                                       |          |                                                                          |          |                                                                               |          |
| 4x100 m stile libero (dettagli) | Sudafrica Calvyn Justus Gabi Grobler Samantha Labuschagne Myles Brown | 3'37"02  | Egitto Rowan El Badry Ihab Salem Salem Mohamed Samy Mai Atef Abdelfattah | 3'43"01  | Algeria Oussama Sahnoune Lounis Khendriche Amel Melih Souad Nefissa Cherouati | 3'43"32  |
| 4x100 m misti (dettagli)        | Sudafrica Mariella Venter Alaric Basson Alard Basson Gabi Grobler     | 3'59"28  | Egitto Mohamed Samy Hassan Yasser Mariam Sakr Rowan El Badry             | 4'06"12  | Algeria Amel Melih Ramzi Chouchar Sarah Hadj Abderrahmane Oussama Sahnoune    | 4'18"61  |

## Medagliere
| Posizione | Paese      | Oro | Argento | Bronzo | Totale |
| --------- | ---------- | --- | ------- | ------ | ------ |
| 1         | Sudafrica  | 32  | 14      | 13     | 59     |
| 2         | Algeria    | 7   | 6       | 6      | 19     |
| 3         | Egitto     | 2   | 19      | 18     | 39     |
| 4         | Seychelles | 1   | 1       | 2      | 4      |
| 5         | Marocco    | 0   | 0       | 3      | 3      |
| 6         | Senegal    | 0   | 0       | 1      | 1      |
| Totale    | Totale     | 42  | 42      | 41     | 125    |